# Grande Prêmio da Bélgica de 1996
Resultados do Grande Prêmio da Bélgica de Fórmula 1 realizado em Spa-Francorchamps em 25 de agosto de 1996. Décima terceira etapa da temporada, foi vencido pelo alemão Michael Schumacher, da Ferrari.

## Resumo

### Treino oficial
Refletindo o bom momento que lhe assegurou o mundial de construtores há duas semanas na Hungria, a Williams ocupou a primeira fila em Spa-Francorchamps com Jacques Villeneuve na frente de Damon Hill num treino onde Michael Schumacher posicionou sua Ferrari em terceiro.

### O dia da Ferrari
A boa largada de Jacques Villeneuve conservou sua pole position, mas seu perseguidor imediato na pista belga foi Michael Schumacher que assumiu a segunda posição e trouxe logo atrás a McLaren de David Coulthard enquanto Damon Hill, mais preocupado com a matemática do título, caiu para o quarto lugar à frente de Mika Häkkinen e Gerhard Berger.
Dono de uma vantagem mínima, Villeneuve resistiu ao avanço de Schumacher até que a batida de Jos Verstappen à altura da curva Blanchimont na volta quatorze, obrigou a intervenção do safety car e enquanto o canadense adiou por uma volta sua ida aos boxes, Schumacher o fez de imediato numa manobra estratégica reconhecida, inclusive, pelo piloto da Williams, que admitiu: "Perdi a corrida ali".
A intervenção do carro de segurança entregou os primeiros lugares da corrida a Coulthard e Häkkinen enquanto os demais pilotos fizeram os trabalhos de box, mas tão logo autorizaram a relargada a Ferrari de Schumacher posicionou-se atrás dos bólidos de Ron Dennis e assumiu a liderança à frente de Villeneuve tão logo os pilotos da McLaren fizeram seus pit stops. A situação entre os líderes da prova belga permaneceu inalterada mesmo quando ambos voltaram aos boxes para o derradeiro pit stop, embora a dez voltas do fim a vantagem do alemão fosse inferior a um segundo, mas uma "abanada" da Williams na Source durante a perseguição fez com que Villeneuve girasse mais devagar a ponto de cruzar a linha de chegada seis segundos atrás de Schumacher, piloto que não vencia desde a Espanha.
No pódio o sorriso de Michael Schumacher reunia a satisfação da vitória ao prazer de triunfar após sofrer um acidente na sexta-feira tornando-se o maior vencedor em atividade na Fórmula 1 com vinte e um troféus num pódio com Jacques Villeneuve e Mika Häkkinen enquanto Jean Alesi, Damon Hill e Gerhard Berger ocuparam as outras posições dignas de marcar pontos. Por outro lado, o semblante austero de Villeneuve sequer parecia lembrá-lo que sua desvantagem no campeonato caiu para treze pontos em relação a Hill.

## Classificação da prova

### Treino oficial
| 1                         | 6  | Jacques Villeneuve    | Williams-Renault   | 1:50.574 |         |
| 2                         | 5  | Damon Hill            | Williams-Renault   | 1:50.980 | + 0.406 |
| 3                         | 1  | Michael Schumacher    | Ferrari            | 1:51.778 | + 1.204 |
| 4                         | 8  | David Coulthard       | McLaren-Mercedes   | 1:51.884 | + 1.310 |
| 5                         | 4  | Gerhard Berger        | Benetton-Renault   | 1:51.960 | + 1.386 |
| 6                         | 7  | Mika Häkkinen         | McLaren-Mercedes   | 1:52.318 | + 1.744 |
| 7                         | 3  | Jean Alesi            | Benetton-Renault   | 1:52.354 | + 1.780 |
| 8                         | 12 | Martin Brundle        | Jordan-Peugeot     | 1:52.977 | + 2.403 |
| 9                         | 2  | Eddie Irvine          | Ferrari            | 1:53.043 | + 2.469 |
| 10                        | 11 | Rubens Barrichello    | Jordan-Peugeot     | 1:53.152 | + 2.578 |
| 11                        | 15 | Heinz-Harald Frentzen | Sauber-Ford        | 1:53.199 | + 2.625 |
| 12                        | 14 | Johnny Herbert        | Sauber-Ford        | 1:53.993 | + 3.419 |
| 13                        | 19 | Mika Salo             | Tyrrell-Yamaha     | 1:54.095 | + 3.521 |
| 14                        | 9  | Olivier Panis         | Ligier-Mugen/Honda | 1:54.220 | + 3.646 |
| 15                        | 10 | Pedro Paulo Diniz     | Ligier-Mugen/Honda | 1:54.700 | + 4.126 |
| 16                        | 17 | Jos Verstappen        | Footwork-Hart      | 1:55.150 | + 4.576 |
| 17                        | 18 | Ukyo Katayama         | Tyrrell-Yamaha     | 1:55.371 | + 4.797 |
| 18                        | 16 | Ricardo Rosset        | Footwork-Hart      | 1:56.286 | + 5.712 |
| 19                        | 20 | Pedro Lamy            | Minardi-Ford       | 1:56.830 | + 6.256 |
| Limite dos 107%: 1:58.314 |    |                       |                    |          |         |
| DNQ                       | 21 | Giovanni Lavaggi      | Minardi-Ford       | 1:58.579 | + 8.005 |
| Fontes:                   |    |                       |                    |          |         |

### Corrida
| Pos.    | Nº | Piloto                | Construtor         | Voltas | Tempo/Diferença | Grid | Pontos |
| ------- | -- | --------------------- | ------------------ | ------ | --------------- | ---- | ------ |
| 1       | 1  | Michael Schumacher    | Ferrari            | 44     | 1:28:15.125     | 3    | 10     |
| 2       | 6  | Jacques Villeneuve    | Williams-Renault   | 44     | + 5.602         | 1    | 6      |
| 3       | 7  | Mika Häkkinen         | McLaren-Mercedes   | 44     | + 15.710        | 6    | 4      |
| 4       | 3  | Jean Alesi            | Benetton-Renault   | 44     | + 19.125        | 7    | 3      |
| 5       | 5  | Damon Hill            | Williams-Renault   | 44     | + 29.179        | 2    | 2      |
| 6       | 4  | Gerhard Berger        | Benetton-Renault   | 44     | + 29.896        | 5    | 1      |
| 7       | 19 | Mika Salo             | Tyrrell-Yamaha     | 44     | + 1:00.754      | 13   |        |
| 8       | 18 | Ukyo Katayama         | Tyrrell-Yamaha     | 44     | + 1:40.227      | 17   |        |
| 9       | 16 | Ricardo Rosset        | Footwork-Hart      | 43     | + 1 volta       | 18   |        |
| 10      | 20 | Pedro Lamy            | Minardi-Ford       | 43     | + 1 volta       | 19   |        |
| Ret     | 8  | David Coulthard       | McLaren-Mercedes   | 37     | Rodada          | 4    |        |
| Ret     | 12 | Martin Brundle        | Jordan-Peugeot     | 34     | Motor           | 8    |        |
| Ret     | 2  | Eddie Irvine          | Ferrari            | 29     | Câmbio          | 9    |        |
| Ret     | 11 | Rubens Barrichello    | Jordan-Peugeot     | 29     | Suspensão       | 10   |        |
| Ret     | 10 | Pedro Paulo Diniz     | Ligier-Mugen/Honda | 22     | Pane elétrica   | 15   |        |
| Ret     | 17 | Jos Verstappen        | Footwork-Hart      | 11     | Acidente        | 16   |        |
| Ret     | 15 | Heinz-Harald Frentzen | Sauber-Ford        | 0      | Colisão         | 11   |        |
| Ret     | 14 | Johnny Herbert        | Sauber-Ford        | 0      | Colisão         | 12   |        |
| Ret     | 9  | Olivier Panis         | Ligier-Mugen/Honda | 0      | Colisão         | 14   |        |
| DNQ     | 21 | Giovanni Lavaggi      | Minardi-Ford       |        |                 | 20   |        |
| Fontes: |    |                       |                    |        |                 |      |        |

## Tabela do campeonato após a corrida
| Pos. | Piloto             | Pontos |
| ---- | ------------------ | ------ |
| 1    | Damon Hill         | 81     |
| 2    | Jacques Villeneuve | 68     |
| 3    | Michael Schumacher | 39     |
| 4    | Jean Alesi         | 38     |
| 5    | Mika Häkkinen      | 23     |

| Pos. | Construtor       | Pontos |
| ---- | ---------------- | ------ |
| 1    | Williams-Renault | 149    |
| 2    | Benetton-Renault | 55     |
| 3    | Ferrari          | 48     |
| 4    | McLaren-Mercedes | 41     |
| 5    | Jordan-Peugeot   | 15     |

- Nota: Somente as primeiras cinco posições estão listadas e a campeã mundial de construtores surge grafada em negrito.